# Theodore Schultz
Theodore William Schultz (Arlington, Dakota del Sur; 30 de abril de 1902-Evanston, Illinois; 26 de febrero de 1998) fue un economista estadounidense que recibió el premio Nobel de Economía de 1979, junto a William Arthur Lewis, por sus estudios sobre el capital humano y su contribución teórica para el desarrollo económico, en especial en los países del Tercer Mundo.

## Biografía
Cursó estudios superiores en South Dakota State College y se doctoró en la Universidad de Wisconsin. El interés por el entorno social le llevó a estudiar Economía. Allí, vivió los comienzos de la Gran Depresión y tuvo contacto con economistas de pensamiento no ortodoxo, con lo que generaron nuevos planteamientos teóricos sobre el desarrollo capitalista. Durante 13 años, fue profesor en el College State de Iowa, para trasladarse en 1946, como director del departamento de Economía, a la Universidad de Chicago, se centró en estudiar la importancia de los recursos humanos en la agricultura, especialmente en los países subdesarrollados. Criticó la importancia que estos países otorgaban al proceso de industrialización a costa del sacrificio de la agricultura.
Schultz, en 1959, realizó los primeros estudios sobre lo que la teoría económica ha denominado, el Capital humano. El desarrollo de la teoría del capital humano se inicia reconociendo que para la explicación de ciertos fenómenos macroeconómicos (como por ejemplo, el crecimiento del ingreso nacional) es necesario incluir, además de los factores capital y trabajo, un tercer factor, que considera el conjunto de habilidades y capacidades de los trabajadores. Este trabajo tuvo mucho impulso, gracias a los desarrollos efectuados por Gary Becker y Jacob Mincer; a partir de ellos se ha generado diferentes desarrollos teóricos.
Desarrolló la idea de que el gasto de la educación no era básicamente de consumo, e identificó a la educación como fenómeno de inversión y financiamiento.
Entre sus obras destacan: "Crisis económica de la agricultura mundial" (1965), "Crecimiento económico y agricultura" (1968) y "Recursos humanos" (1972).

## Premios y reconocimientos
Fue elegido presidente de la Asociación Americana de Economía (1960), organismo que le premió en 1972 con la Medalla Francis A. Walker.
En 1979 fue laureado con el Premio del Banco de Suecia en Ciencias Económicas en memoria de Alfred Nobel junto a Arthur Lewis por sus investigaciones sobre economía agraria.

## Libros
- Restablecimiento del equilibrio económico: los recursos humanos en una economía en proceso de modernización. Gedisa, 1992.  84-7432-437-8.[5]
- El largo plazo en política económica, el ejemplo de la agricultura y la alimentación. Instituto de Estudios Económicos, 1989.  84-85719-83-2.[5]
- Invirtiendo en la gente : la cualificación personal como motor económico,  Schultz, Marta I. Guastavino. Ariel España, 1985.  84-344-1047-8.[5]